# Derbent
Derbent (ruski: Дербе́нт, perzijski: دربند, Darband, legzinski: Кьвевар, lakski: Чурул) je najjužniji grad u Rusiji, i drugi je po važnosti grad u Dagestanu. Većina stanovnika su Lezgini, a po brojnosti ih prate Azeri i Tabasarani.
S obzirom na to da u Derbentu ima arheoloških spomenika starih preko 5000 godina, on tvrdi da je najstariji grad u Rusiji. Još od starog vijeka, ovo područje je bilo vrlo važno zbog svog položaja kao vrata prema Kavkazu. Derbent je jedinstvenog strateškog položaja na Kavkazu – grad se nalazi na tankoj prevlaci zemlje (3 km) između Kaspijskog jezera i Kavkaza, kontrolirajući suhozemni promet između jugoistočne Europe i Bliskog Istoka. Kao rezultat ove zemljopisne osobine, grad se razvio oko dvaju zidina, proširivši se od planina prema moru. Stoljećima su brojni narodi davali gradu raznolika imena, ali svako je bilo u povezano s "vratima", "portalom" ili "kapijom".

## Zemljopis
Grad je izgrađen kraj zapadnih obala Kaspijskog jezera, južno od rijeke Rubasa, na padinama Tabasaranskog gorja (koje su dio Kavkaskog gorja).
Derbent je prometno dobro pokriven i ima vlastitu luku, željeznica prolazi kroza nj prema Bakuu, a cestovna prometnica Baku – Rostov prolazi također kroz ovaj grad.

## Povijest
Prvo stalno naselje u području Derbenta datira od 8. stoljeća pr. Kr. Do 4. stoljeća nove ere, ovo je područje bilo dijelom Kavkaske Albanije, i obično ga se poistovjećuje s glavnim gradom Albanom.
Današnje ime, od perzijske riječi (دربند,čitaj: Darband) u značenju "zatvorena vrata", je ušlo u uporabu koncem 5. ili početkom 6. stoljeća, kad je ponovno osnovan grad na ovom području od strane Kavada I. iz Sasanidske dinastije Perzijskog Carstva.
Za zidine i citadelu se vjeruje da pripadaju vremenu Kavadova sina, Hozroja I. Anuširvana. Derbent je postao snažnom vojnom postajom i lukom Sasanidskog carstva. Tijekom 5. i 6. stoljeća, Derbent je postao i važno središte širenja kršćanstva na Kavkazu.
Tijekom 630-ih godina zauzeli su ga Hazari, a 654. godine zauzimaju ga Arapi i preobražuju u važno upravno središte, te uvode islam na to područje. Kalif Harun al-Rašid je provodio vrijeme živeći u Derbentu, i doveo ga je na dobar glas kao sjedište umjetnosti i trgovine. U 10. stoljeću, s padom Arapskog kalifata, Derbent postaje emiratom sve do mongolske invazije 1239. godine.
U 14. stoljeću zauzimaju ga horde mongolskog vođe Timura. Godine 1437. je došao pod kontrolu šahova Širvana. Tijekom 16. stoljeća, Derbent je bio poprištem ratova između Osmanlija i Perzijskih Carstava pod iranskim dinastijama Safavida, Afšarida, Zanda i Hotakija.
Do početka 17. stoljeća, safavidski šah Abas I. Veliki nanio je teški poraz Osmanskom Carstvu i vratio je Derbent.
Petar I. Veliki, ruski car je tijekom rusko-iranskog rata zauzeo grad 1722. godine. Godine 1735. mirovnim sporazumom u Ganjaji, Derbent je pripao Iranu, a 1747. je postao prijestolnicom istoimenog kaganata. Godine 1796. grad su ponovno zauzeli Rusi, što je potvrđeno mirom u Golestanu iz 1813. godine, od kada postaje dijelom Ruskog Carstva.

## Gospodarstvo i kultura
U Derbentu je razvijena strojogradnja, prehrambena industrija (čak i pivara i vinarije), tekstilna industrija, proizvodnja građevinskih materijala, drvna industrija, ribarstvo i riboprerada. Obrazovna infrastruktura je također dobra, te u Derbentu ima sveučilište i nekoliko tehničkih škola.
Od kulturnih institucija valja spomenuti Lezginsko dramsko kazalište (kazalište S. Stalskog).
Dva kilometra od grada se nalazi naselje za odmor "Čajka" galebova.

## Znamenitosti
Derbent je zapravo veliki muzej s veličanstvenim gorjem i obližnjom obalom, velikog potencijala za razvitak turizma, pojačanog UNESCO-ovim upisom Citadele, starog dijela grada i Tvrđave kao svjetske baštine 2003. godine. Ipak, nesigurnost u regiji ne dopušta daljnji napredak.
Veliki dio zidina i nekoliko promatračnica su sačuvani u izvornom obliku. Zidine, koje se pružaju do mora, datiraju u 6. stoljeća, u vrijeme Sasanida. Njegova citadela (Narin-kala), koja ima površinu od 45.000 m², utvrđena je snažnim zidinama. Povijesne znamenitosti su i kupatila, cisterne, stara groblja, karavanska odmorišta, Kanov mauzolej iz 18. stoljeća, Armenska crkva i nekoliko džamija: 
- Džamija Juma koja je izgrađena u 6. stoljeću kao kršćanska crkva s medresom iz 15. st.
- Džamija Kyrhlyar iz 17. st.
- Džamije Bala i Čertebe iz 18. st.

Prema sjeveru grada nalazi se spomenik Kirk-lara, iliti četrdesetorici junaka, koji su pali braneći Dagestan od Arapa 728. godine. Prema jugu se proteže krak Kavkaskog zida 50 m dug, znan i kao Aleksandrov zid, zatvarajući uski prolaz Željeznih vrata/Kaspijskih vrata (Portae Athanae or Portae Caspiae). Dok je ovaj zid bio čitav, imao je visinu od 9 metara i debljinu od 3 m, a sa svojim željeznim vratima i osmatračnicama je tvorio snažnu obranu perzijske granice.
- Pogled na grad sa zidina Derbenta
- Kaspijska vrata
- Stara gradska vrata
- Ulaz u citadelu
- Pogled na Kaspijsko more
- Džamija petka u Derbentu

## Stanovništvo
| Nacionalnost | Postotak |
| ------------ | -------- |
| Lezgini      | 33,7%    |
| Azeri        | 32,3%    |
| Tabasarani   | 15,8%    |
| Darginci     | 5,6%     |
| Rusi         | 3,7%     |
| Aguli        | 3,2%     |
| Židovi       | 1,1%     |
| Rutuli       | 0,8%     |
| ostali       | 2,6%     |

Od 1. siječnja 2018. godine, sa 123.720 stanovnika, Derbent je bio smješten na 138. od 1.113 gradova Ruske Federacije
| Godina     | 1856.  | 1886.  | 1897.  | 1926.  | 1959.  | 1989.  | 1996.  | 2000.  | 2005.   | 2009.   | 2019.   |
| Populacija | 13.900 | 15.300 | 14.600 | 23.100 | 47.318 | 78.371 | 90.000 | 93.100 | 104.800 | 110.659 | 124.677 |

## Gradovi prijatelji
Derbent ima ugovore o partnerstvu sa sljedećim gradovima:
- Gandža (Azerbajdžan)
- Hadera (Izrael)
- Kronštat (Rusija)
- Pskov (Rusija)
- Yakima, Washington (SAD)

## Vanjske poveznice
- Fotografije
- Povijesne znamenitosti Derbenta (engl.)